# Estación Caieiras
La Estación Caieiras es una estación del sistema de trenes metropolitanos perteneciente a la Línea 7-Rubí, ubicada en el municipio de Caieiras, en la Región Metropolitana de São Paulo.

## Historia
La estación fue inaugurada por la SPR el 1 de julio de 1883, siendo construida para atender el próspero distrito de Franco da Rocha, que debido a la llegada de industrias estaba en gran expansión.
Actualmente, la estación Caieiras es administrada por la CPTM, luego de pasar por varias administraciones, públicas y privadas, que aún mantiene la misma edificación desde su inauguración a fines del siglo XIX.

## Tabla
| Sigla | Estación | Inauguración       | Integración               | Plataformas | Posición    | Comentarios                    |
| ----- | -------- | ------------------ | ------------------------- | ----------- | ----------- | ------------------------------ |
| CAI   | Caieiras | 1 de julio de 1883 | Bilhete Único de SPTrans. | Laterales   | Superficial | Estación construida por la SPR |